# Hootenanny Singers Vol.2 (musikalbum)
Hootenanny Singers Vol.2 är Hootenanny Singers andra album, släppt 1964.

## Låtlista

### A-sidan
| Nr | Låt                 | Musik                                                    | Text                                                     | Längd |
| -- | ------------------- | -------------------------------------------------------- | -------------------------------------------------------- | ----- |
| 1  | Gabrielle           | Arkady Ostrovsky - Thomas, Rossner                       | Arkady Ostrovsky - Thomas, Rossner                       |       |
| 2  | Lera och sten       | Hansi Schwarz, Lasse Green                               | Hansi Schwarz, Lasse Green                               |       |
| 3  | Körsbär utan kärnor | Björn Ulvaeus, Axon                                      | Björn Ulvaeus, Axon                                      |       |
| 4  | I lunden gröna      | Björn Ulvaeus, Johan Karlberg, Tonny Roth, Hansi Schwarz | Björn Ulvaeus, Johan Karlberg, Tonny Roth, Hansi Schwarz |       |
| 5  | Där ska jag bo      | Björn Ulvaeus, Håkan Hven                                | Björn Ulvaeus, Håkan Hven                                |       |
| 6  | Älvens mörka strand | Hansi Schwarz, Lasse Green                               | Hansi Schwarz, Lasse Green                               |       |

### B-sidan
| Nr | Låt                 | Musik                     | Text                      | Längd |
| -- | ------------------- | ------------------------- | ------------------------- | ----- |
| 1  | Den gyllene fregatt | Rooth, Håkan Hven         | Rooth, Håkan Hven         |       |
| 2  | En mor - la mamma   | Aznavour, Gall, Nordström | Aznavour, Gall, Nordström |       |
| 3  | I ösregnet          | Kilgore, Adolpson         | Kilgore, Adolpson         |       |
| 4  | Stanna en stund     | Karlberg, Håkan Hven      | Karlberg, Håkan Hven      |       |
| 5  | Min gröna dal       | Ulvaeus, Håkan Hven       | Ulvaeus, Håkan Hven       |       |
| 6  | Darling             | Ulvaeus, Vreeswijk        | Ulvaeus, Vreeswijk        |       |